# Sebastian Gramss
Sebastian Gramss (Wilhelmshaven, Baja Sajonia, 13 de julio de 1966) es un contrabajista y compositor de jazz alemán.
Su carrera profesional comenzó en 1988, ya sea como intérprete o compositor. Su producción artística incluye actualmente más de 25 CD.
Entre sus álbumes más importantes se encuentran:
- The Wood (2014)
- Atopie (2012)
- Far East Suite (2013)
- Unplugged Mind (2009)
- Unplugged Mind (Alexey Lapin, Sebastian Gramss y Helen Bledsoe) (2009)
- Looks Like Me (2004)

En 1993 formó un quinteto de músicos alemanes llamado Underkarl, que ofreció más de 500 conciertos en todo el mundo, con un estilo que busca expandir los alcances de distintos géneros y desdibujar los límites entre ellos.
Es profesor en la Universidad de Música y Danza de Colonia y en la Universidad de Osnabrück
En la actualidad es el director de SAMUR (South Asian Music Residency) en India.